# 白馬公園
白馬公園（はくばこうえん）は中華人民共和国江蘇省南京市玄武区の紫金山の西麓、太平門の付近に位置する公園。
南京で発掘された六朝から清朝までの石刻や石碑が200以上屋外展示されており、南京の歴史、芸術の理解を目的とした公園となっている。
南京白馬ゴルフ倶楽部が併設されており、南京でも有数のレジャー施設となっている。

## 入場料・開園時間
- 10元（2004年現在）
- 7:00-18:00（2004年現在）